# مطار سبها الدولي
مطار سبها الدولي (إياتا: seb، إيكاو: HLLS) يقع في مدينة سبها كبرى مدن جنوب ليبيا، يبعد عن وسط المدينة حوالي 10 كلم، ويربط سبها بالعاصمة طرابلس وكبرى مدن الشرق بنغازي، بالإضافة إلى عدد من الرحلات الدولية.
https://frpbypass.romstage.com/

## مشروعات قيد التنفيذ
تقوم شركة (سي سي سي) اللبنانية وشركة تاف التركية بتفيذ مشروع المطار الجديد، بتكلفة تصل إلى 400 مليون دينار ليبي، وبتصميم قادر على خدمة حوالي ثلاثة ملايين مسافر سنويًا، بالإضافة إلى محطة للشحن الجوى تسع أكثر من 100 ألف طن سنويًا قابلة للزيادة إلى 200 ألف طن سنويًا.

## خطوط طيران
- الخطوط الجوية الليبية:

1. طرابلس
2. بنغازي
3. مصراتة
4. تونس العاصمة
5. القاهرة
6. جدة

- شركة البراق للنقل الجوي:

1. طرابلس

- شركة ليبيا للطيران

1. أغاديس (النيجر)